# Fábio Freire Martins
Fábio Freire Martins (født 27. marts 1989) er en brasiliansk fodboldspiller.